# دالة هرميتية
الدالة الهرميتية في التحليل الرياضي هي دالة مركبة حيث خواص المقارن المزدوج تساوي الدالة الأصلي مع المتغير عند حدوث تغيير في الإشارة السالبة أو الموجبة.
{\displaystyle f(-x)={\overline {f(x)}}}
لجميع X في مجال f.
هذا التعريف يمتد أيضا لدوال متغيرين أو أكثر من المتغيرات، وعلى سبيل المثال، عندما تكون f دالة لمتغيرين فإنها إذا لهرميتية.
{\displaystyle f(-x_{1},-x_{2})={\overline {f(x_{1},x_{2})}}}
لجميع أزواج (x1,x2) في مجال f.
من التعريق يتضح أنه إذا كانت f دالة هرميتية، فإن:
- الأجزاء الحقيقية ل f هي دالة زوجية.
- الأجزاء التخيلية ل f هي دالة فردية.